# Blitzkrieg
 For alternative betydninger, se Blitzkrieg (flertydig). (Se også artikler, som begynder med Blitzkrieg)
 Der er for få eller ingen kildehenvisninger i denne artikel, hvilket er et problem. Du kan hjælpe ved at angive troværdige kilder til de påstande, som fremføres i artiklen.

Blitzkrieg - lynkrig - er en militærstrategi udviklet i Tyskland i 1930'erne. Doktrinen tager sit udspring i tanker opstået umiddelbart efter 1. verdenskrig og nedskrevet af B.H. Liddell Hart. Heinz Guderian  læste med stor interesse doktrinen og videreudviklede kampvognstaktikken til også at inkludere jagerbombere og artilleri i nær tilknytning til hinanden.

## Baggrund
Tanken bag strategien var, at Tyskland ville tabe en krig, hvis den udviklede sig til en stillingskrig, som det var sket under 1. verdenskrig. Derfor måtte krigen blive kort og brutal; fjenden skulle slås så hurtigt som muligt som under den fransk-preussiske krig. Blitzkrieg havde især sine tilhængere blandt de yngre i den tyske generalstab. Især Heinz Guderian, Erich von Manstein og Erwin Rommel talte for denne nye taktik. Når strategien blev ført ud i livet, skyldes det blandt andet, at Adolf Hitler var meget begejstret for den nye idé – sandsynligvis fordi han selv havde mærket konsekvensen af stillingskrigen under 1. verdenskrig.
Fart var altafgørende i Blitzkrieg. Fjendens linjer skulle gennembrydes på et snævert område med koordineret samtidig brug af fly, artilleri og en massiv spydspids af kampvogne. Målet var at gennembryde fjendens linjer og gøre brug af kampvognens overlegne mobilitet. Med gennembruddet af fjendens linjer kunne kampvognene ødelægge fjendens kommunikationssystem, infrastruktur, ammunitionsdepoter og forsyningslinjer mv. Fjenden skulle således slås allerede i det første slag. Efter kampvognene fulgte infanteriet, og dets opgave var at nedkæmpe fjenden i de områder, hvor kampvogne ikke kunne bruge deres mobilitet.

## Anvendelser
Ved felttoget i Polen i 1939 kunne man se elementer af denne strategi. Men det var først med angrebet på Frankrig, også kendt som slaget om Frankrig, Holland og Belgien, at verden for alvor fik øjnene op for, hvad Blitzkrieg kunne betyde på slagmarken. På seks uger blev landene nedkæmpet og British Expeditionary Force fordrevet af en på papiret underlegen tysk hær – både hvad angår antallet af soldater og især hvad angår antallet af kampvogne. Tyskerne havde tre millioner soldater; de allierede fire millioner. Tyskerne havde 2.439 kampvogne; de allierede havde 4.204. Mens Wehrmachts kampvogne havde 3 cm tyk pansring, havde de franske 6 cm og de engelske 8 cm. Luftwaffe rådede over 3.578 kampfly; de allierede over 4.469.  Alt talte for et felttog i tyskernes disfavør, men det endte med deres strålende sejr.
Blitzkrieg blev også anvendt under den tyske offensiv på Balkan i foråret 1941 og under kampene i Nordafrika. Strategien kom dog til kort i angrebet på Sovjetunionen i sidste halvdel af 1941, men har dog dannet skole for alverdens militære styrker.
Under seksdageskrigen i 1967 anvendte Israel med succes samme princip over for de arabiske styrker.

## NATO
I 1970'erne udviklede NATO AirLand Battle-konceptet, som var en slags "forsvars-Blitzkrieg". I en eventuel 3. verdenskrig kunne Warszawapagtens Blitzkrieg i Centraleuropa standses med taktiske kernevåben. For at undgå en eskalering til atomkrig skulle AirLand Battle-doktrinen foretage koncentrerede angreb på Warszawapagtens spydspidser med konventionelle land- og flystyrker. Tropper i statiske forsvarspositioner ville være oplagte mål for sovjetiske kernevåben, så NATO's styrker skulle være spredte og mobile nok til at kunne samles foran angrebskilerne. Warszawapagtens numerisk overlegne panserstyrker skulle nedkæmpes med kamphelikoptere, klyngebomber og særlige A-10 Thunderbolt II-fly. Den teknologiske udvikling havde fremmet C3 (Command, Control, and Communications), der var vital for hurtigt at kunne dirigere NATO-styrkerne til de rigtige steder, og undgå egenbeskydning.